# Gianni dos Santos
Gianni dos Santos (Rotterdam, 21 november 1998) is een Kaapverdisch-Nederlands voetballer die als aanvaller speelt.

## Carrière
Gianni dos Santos debuteerde op 22 december 2017 voor FC Dordrecht in de Eerste divisie, in de met 2-3 verloren thuiswedstrijd tegen Jong PSV. Hij kwam in de 69e minuut in het veld voor Denis Mahmudov. In de zomer van 2018 vertrok hij naar Jong Sparta, waarmee hij in de Tweede divisie speelt. Hij debuteerde in het eerste elftal van Sparta op 18 november 2018, in de met 1-1 gelijkgespeelde uitwedstrijd tegen N.E.C. Hij kwam in de 67e minuut in het veld voor Ilias Alhaft. Ook viel hij in tegen zijn oude club Dordrecht, en zodoende kwam hij tot twee wedstrijden voor Sparta. In 2020 keerde hij terug bij FC Dordrecht. Op 28 maart 2021 werd zijn contract ontbonden. Op 20 mei 2021 verbond Dos Santos zich aan het Canadese Pacific FC. In 2023 ging hij naar Atlético Ottawa.

### Statistieken
| Seizoen                   | Club                  | Land           | Competitie              | Competitie | Competitie | Beker | Beker | Totaal | Totaal |
| Seizoen                   | Club                  | Land           | Competitie              | Wed.       | Dlp.       | Wed.  | Dlp.  | Wed.   | Dlp.   |
| ------------------------- | --------------------- | -------------- | ----------------------- | ---------- | ---------- | ----- | ----- | ------ | ------ |
| 2017/18                   | FC Dordrecht          | Nederland      | Eerste divisie          | 4          | 0          | 0     | 0     | 4      | 0      |
| 2018/19                   | Jong Sparta Rotterdam | Nederland      | Tweede divisie          | 27         | 8          | –     | –     | 27     | 8      |
| 2018/19                   | Sparta Rotterdam      | Nederland      | Eerste divisie          | 2          | 0          | 0     | 0     | 2      | 0      |
| 2019/20                   | Jong Sparta Rotterdam | Nederland      | Tweede divisie          | 16         | 3          | –     | –     | 16     | 3      |
| 2020/21                   | FC Dordrecht          | Nederland      | Eerste divisie          | 17         | 4          | 1     | 0     | 18     | 4      |
| 2021                      | Pacific FC            | Canada         | Canadian Premier League | 0          | 0          | 0     | 0     | 0      | 0      |
| Carrièretotaal            | Carrièretotaal        | Carrièretotaal | Carrièretotaal          | 66         | 15         | 1     | 0     | 67     | 15     |
| Bijgewerkt op 21 mei 2021 |                       |                |                         |            |            |       |       |        |        |